# Fische
Die Einteilung der Lebewesen in Systematiken ist kontinuierlicher Gegenstand der Forschung. So existieren neben- und nacheinander verschiedene systematische Klassifikationen. 
Das hier behandelte Taxon ist durch neue Forschungen obsolet geworden oder ist aus anderen Gründen nicht Teil der in der deutschsprachigen Wikipedia dargestellten Systematik.

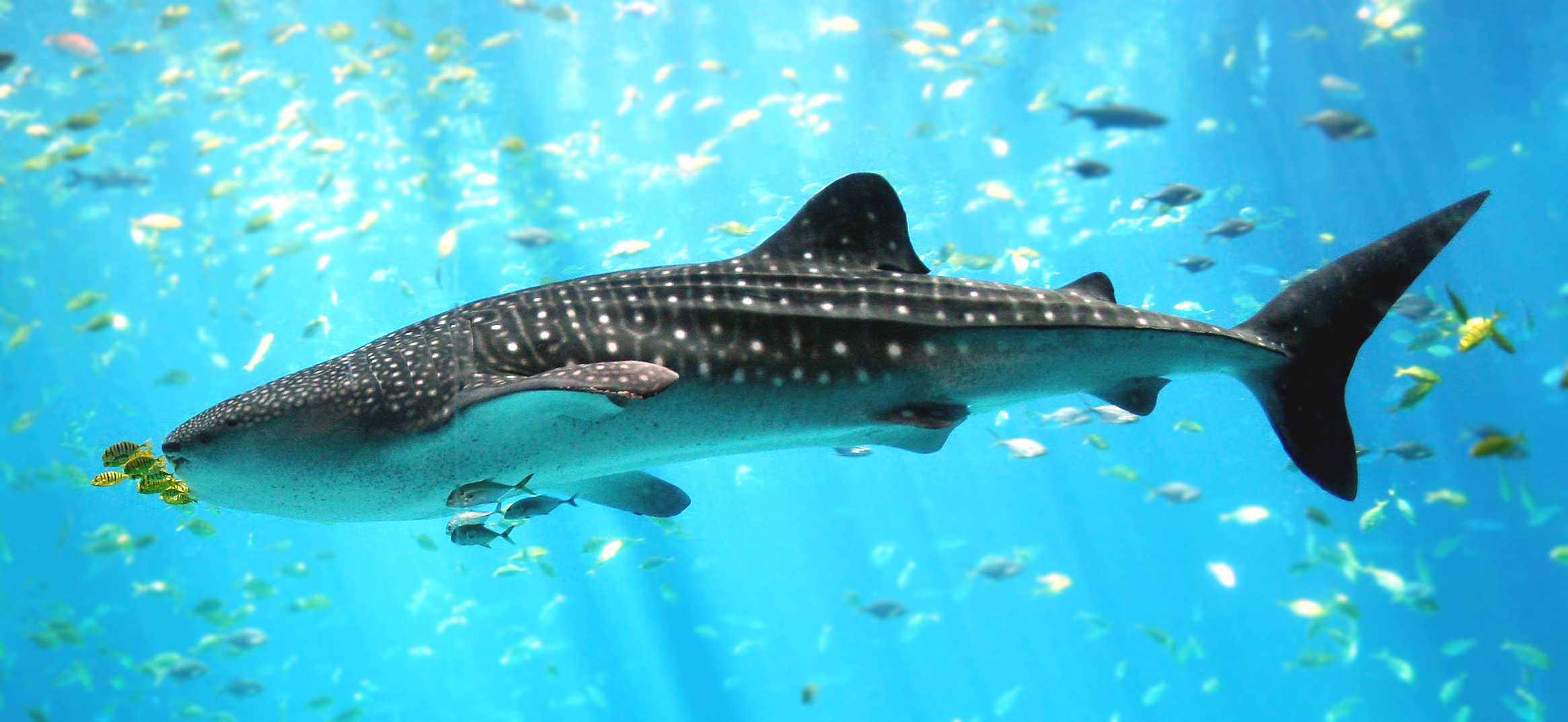
Ein Walhai und weitere Meeresfische in Gefangenschaft außerhalb ihres natürlichen Lebensraums

Fische oder Pisces (Plural zu lateinisch piscis „Fisch“) sind aquatisch lebende Wirbeltiere mit Kiemen. Im engeren Sinne wird der Begriff Fische eingeschränkt auf aquatisch lebende Tiere mit Kiefer verwendet. Im weiteren Sinne umfasst er auch Kieferlose, die unter den rezenten Arten noch mit den Rundmäulern vertreten sind. In beiden Fällen fehlt wenigstens ein Nachfahre der Fische (nämlich die Landwirbeltiere) in ihrer Abstammungsgemeinschaft. Daher bilden sie keine geschlossene Abstammungsgemeinschaft in der biologischen Systematik, sondern ein paraphyletisches Taxon. Diese sind lediglich eine unvollständige Abstammungsgemeinschaft, bestehend aus einem jüngsten Vorfahren und dem aquatisch lebenden Teil seiner Nachfahren.
Die Lehre von der Biologie der Fische ist die Ichthyologie (von altgriechisch ἰχθύς ichthýs „Fisch“ und -logie) oder Fischkunde.

## Etymologie
Das gemeingermanische Substantiv mittelhochdeutsch visch, althochdeutsch fisk bzw. fisc hat außergermanische Entsprechungen nur in lateinisch piscis und altirisch īasc.

## Systematik

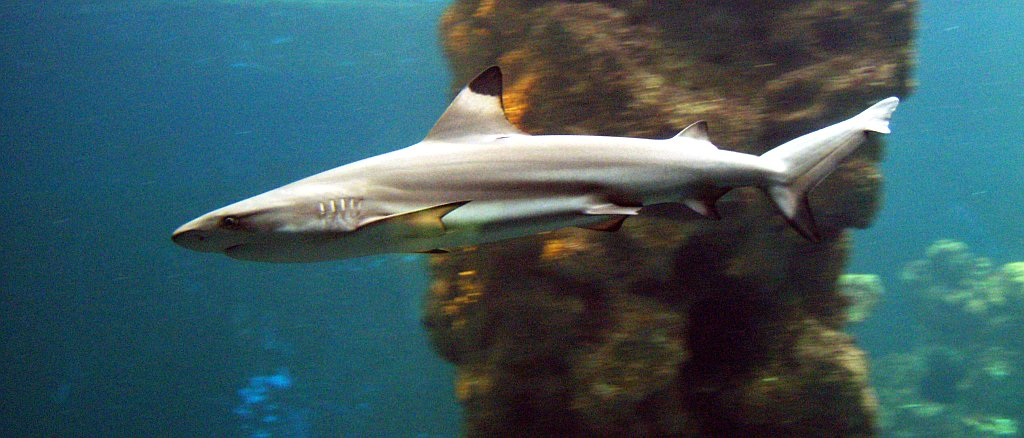
Schwarzspitzen-Riffhai (Carcharhinus melanopterus), ein Vertreter der Knorpelfische

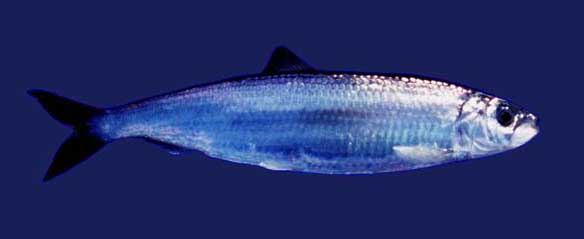
Atlantischer Hering (Clupea harengus)

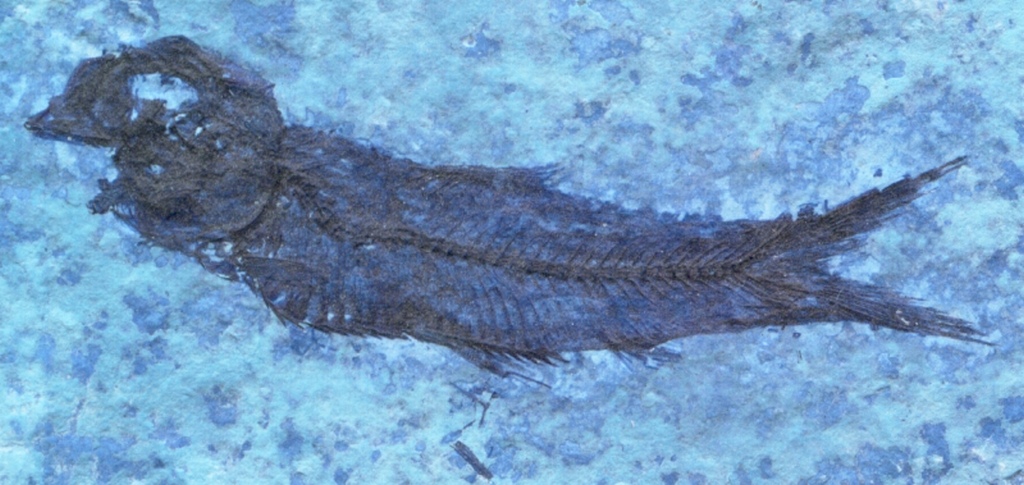
Fossiler Fisch in Kalkstein

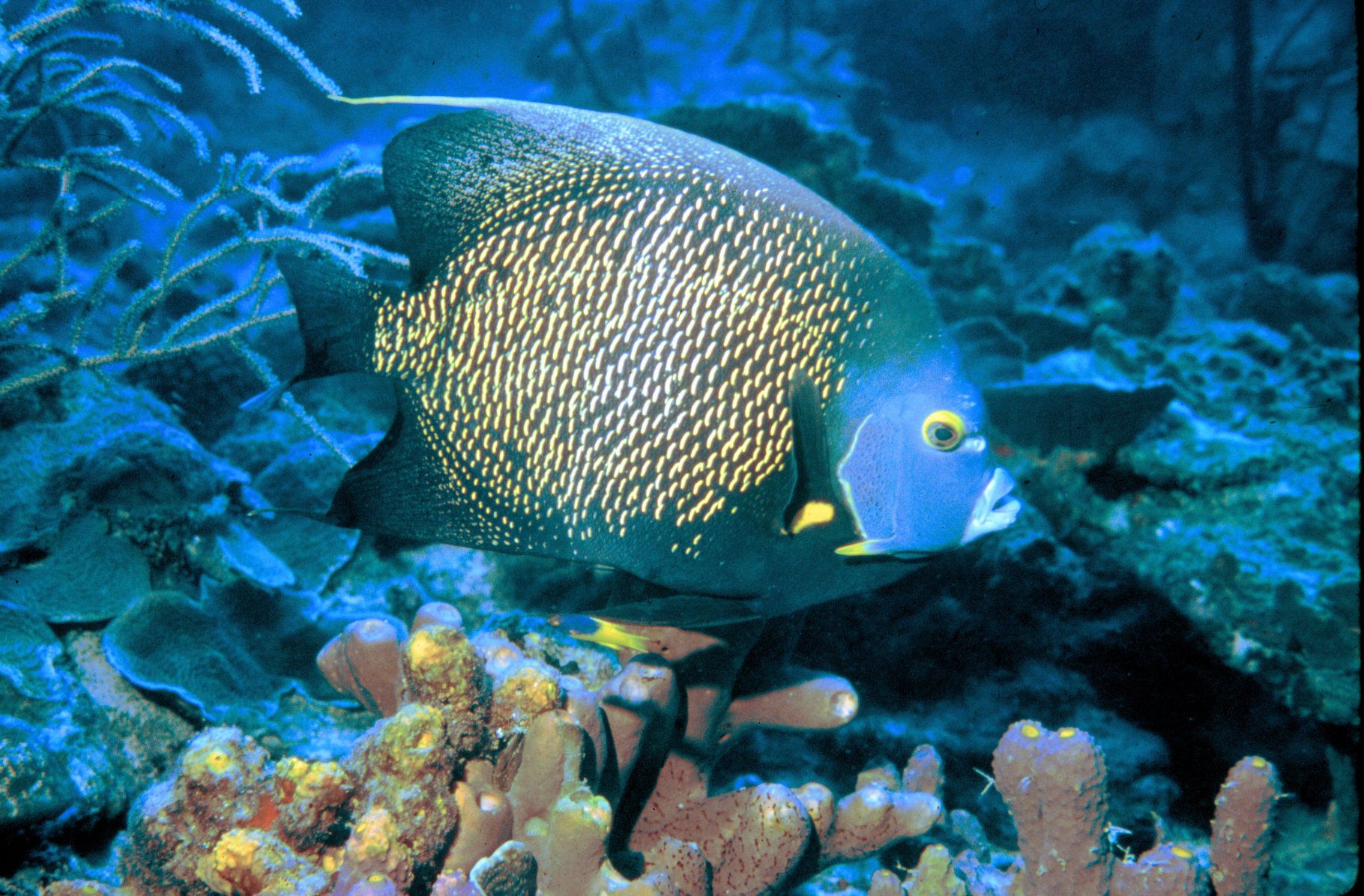
Franzosen-Kaiserfisch (Pomacanthus paru)

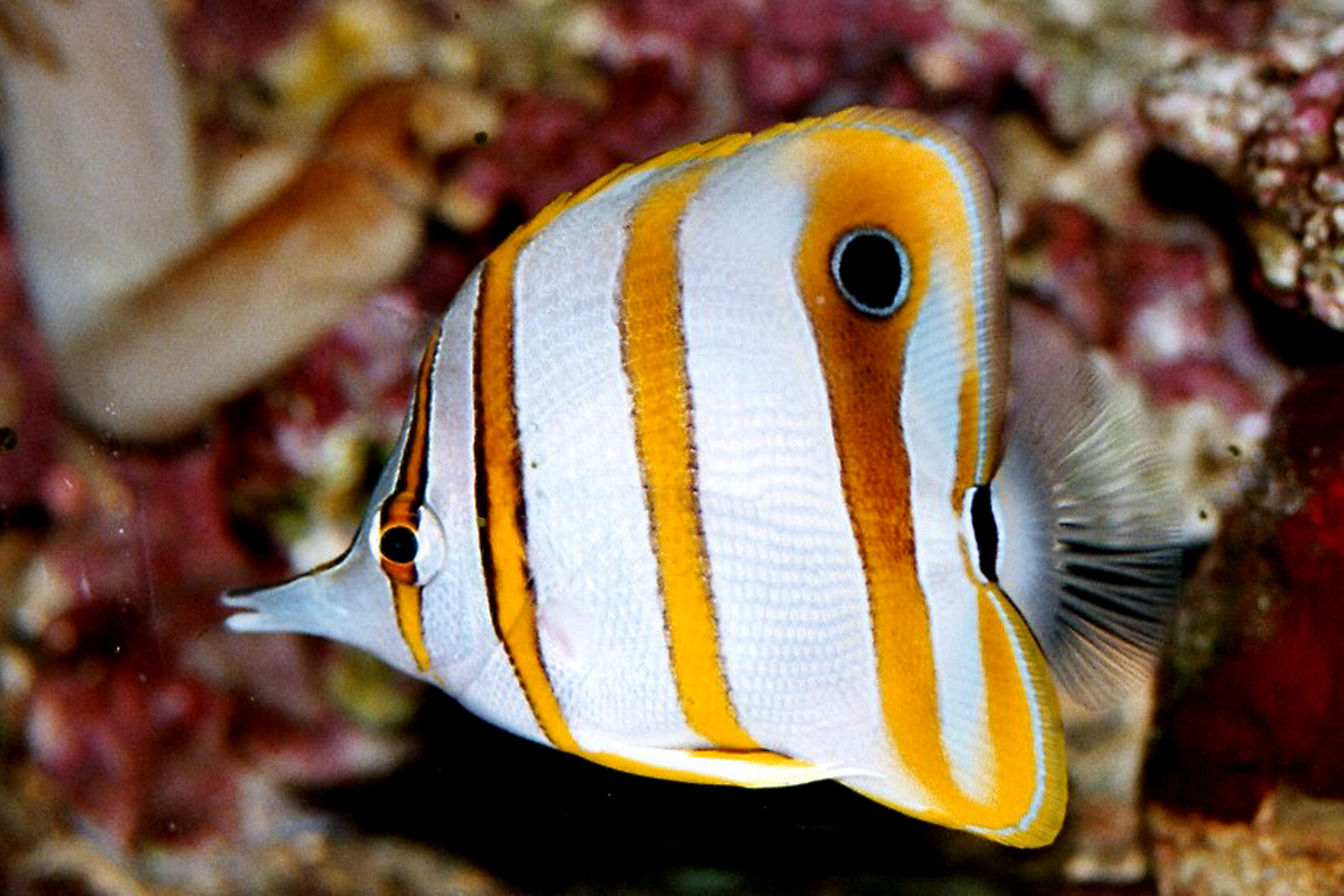
Kupferstreifen-Pinzettfisch (Chelmon rostratus)

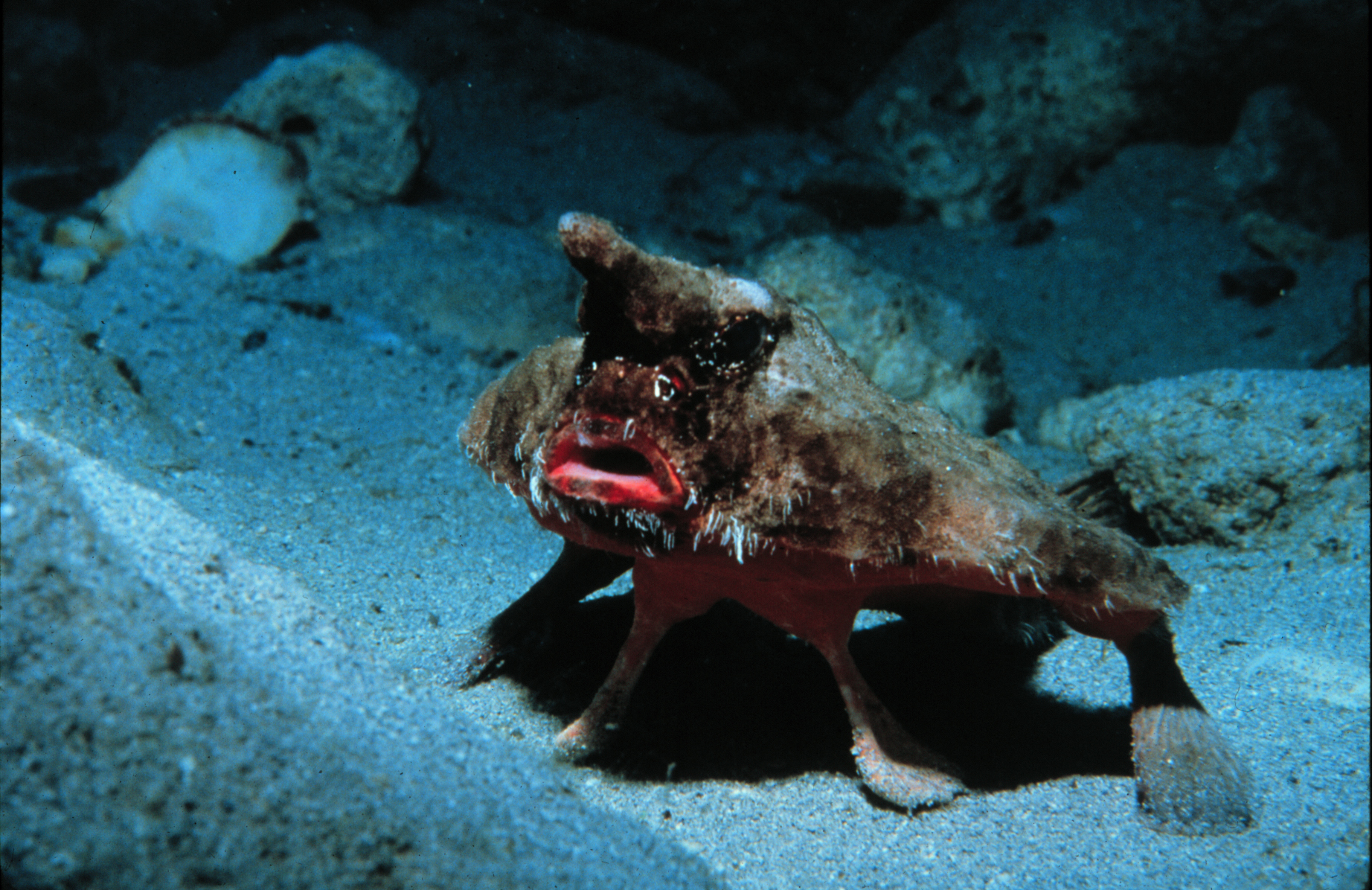
Seefledermaus (Ogcocephalus darwini)

Im engeren Sinne sind Fische die nicht zu den Landwirbeltieren gehörenden Kiefermäuler. Unter den heute lebenden Tiergruppen zählen hierzu die:
- Knorpelfische mit den fast ausschließlich im Meer lebenden Haien, Rochen und Seekatzen;
- Knochenfische im weiteren Sinne, zusammengesetzt aus Fleischflossern und Strahlenflossern. Die Fleischflosser umfassen die marinen Quastenflosser und die im Süßwasser der Südhemisphäre lebenden Lungenfische. Die Strahlenflosser schließen alle übrigen Fischgruppen mit ein, darunter auch alle europäischen Süßwasserfische.

Weitere zu den Kiefermäulern gehörende Fischtaxa, die aber nur fossil überliefert und seit dem Erdaltertum ausgestorben sind, werden repräsentiert durch die:
- Placodermi und die
- Stachelhaie (Acanthodii).

Im weiteren Sinne zu den Fischen gezählt werden auch die Kieferlosen:
- die rezenten Rundmäuler – Schleimaale und Neunaugen
- verschiedene ausgestorbene Gruppen, die als Ostracodermi zusammengefasst werden.

Daraus ergibt sich folgende innere Systematik der Fische (im weiteren Sinne):
- Fische
  - Kiefermäuler (Gnathostomata) ohne Landwirbeltiere (LWT)
    - † Placodermi
    - Eugnathostomata (Kiefermäuler-Kronengruppe) ohne LWT
      - Knorpelfische (Chondrichthyes)
      - Teleostomi ohne LWT
        - † Stachelhaie (Acanthodii)
        - Euteleostomi ohne LWT (= Knochenfische (Osteichthyes))
          - Strahlenflosser (Actinopterygii)
          - Fleischflosser (Sarcopterygii) ohne LWT

  - Kieferlose (Agnatha)
    - † Ostracodermi
    - Rundmäuler (Cyclostomata)
      - Schleimaale
      - Neunaugen

Die Kiefermäuler (unter Einschluss der Landwirbeltiere) sind ein monophyletisches Taxon (Klade), ohne die Landwirbeltiere jedoch paraphyletisch, da sie nicht alle Nachfahren ihres gemeinsamen Urahns enthalten. Daher ist das Taxon der Fische (im engeren Sinne) paraphyletisch.
Die Kieferlosen werden als paraphyletisch angesehen. Daher wäre auch das Taxon der Fische (im weiteren Sinne) paraphyletisch, wenn entweder die Kiefermäuler von den Kieferlosen abstammten, oder andersrum (beides gilt als plausibel.) Das würde auch gelten, wenn die Kieferlosen monophyletisch wären, da schon die Kiefermäuler (ohne Landwirbeltiere) paraphyletisch sind. Würde jedoch keine der beiden Gruppen von der anderen abstammen, wären die Fische (im weiteren Sinne) polyphyletisch, da sie ihren jüngsten gemeinsamen Vorfahren nicht enthielten.
Da Fische im Sinne der Kladistik kein monophyletisches Taxon darstellen, werden sie in der zoologischen Systematik häufig mit Anführungszeichen geschrieben („Fische“, „Pisces“), um sie damit als nicht-monophyletisches Taxon zu kennzeichnen.

## Evolution und Artenvielfalt
Die ältesten bekannten kieferlosen Fischartigen (z. B. die Pteraspidomorphi) stammen aus dem frühen Ordovizium vor rund 450–470 Millionen Jahren. Die Knorpelfische tauchen ab Grenze Silur/Devon vor etwa 420 Millionen Jahren auf. Knochenfische gibt es im Meer seit dem Devon, sie begannen ihre Entwicklung aber möglicherweise auch schon im Silur.
Etwas über die Hälfte aller lebenden Wirbeltierarten, nämlich derzeit rund 32.500 Arten gemäß FishBase (Stand: April 2013), gehören zu den „Fischen“. Die Zahl anerkannter (sogenannter „valider“) Arten ändert sich einerseits wegen zahlreicher Neuentdeckungen, andererseits infolge kontinuierlicher taxonomischer Revisionen einzelner Fischgruppen.

## Gefährdung
Durch Überfischung und Schleppnetze sind viele Fischarten weltweit bedroht.
Auf die ökologische Gefährdung der Fische speziell in Deutschland soll seit 1984 die regelmäßige Ausrufung je einer Art (ausnahmsweise auch eine Gruppe verwandter Arten) als deutscher Fisch des Jahres aufmerksam machen. Einige Arten wie etwa die Bachforelle wurden schon zweimal zum Fisch des Jahres gekürt. Seit 2002 wird auch ein österreichischer Fisch des Jahres ernannt, seit 2010 ein Schweizer Fisch des Jahres. Um Fischwanderungen über Kraft- und Stauwerke hinweg zu ermöglichen, wurden mancherorts Fischtreppen gebaut. Zudem wurden Fließgewässer teilweise einer Renaturierung unterzogen, um sie wieder als Lebensraum für Fische attraktiv zu machen. Unter anderem können Hitzewellen dramatische Fischsterben verursachen, wie z. B. während der Hitzewelle in Europa 2003 in der Schweiz.

## Bedeutung

### Wirtschaft
In wirtschaftlicher Hinsicht bedeutend ist die Fischerei von Speisefischen, aber auch der Handel mit Zierfischen. Die Fischerei kann jedoch die Fischbestände bedrohen. Schadstoffbelastung, Flussverbauungen, Erwärmung, Aussetzen gebietsfremder Arten und Austrocknungen sind weitere Gefahren für die Fische.

### Ökotoxikologie
Fische sind der Wasserqualität (Sauerstoffkonzentration, pH-Wert, Temperatur, gelöste natürliche und anthropogene Stoffe) über ihre Kiemen sehr direkt ausgesetzt und reagieren rasch und empfindlich auf Verschmutzungen. Sie dienen daher auch als verbreitete Test- und Monitoring-Arten und als wissenschaftliche Modellorganismen in der Ökotoxikologie.

### Kultur
Der Fisch dient im Christentum als Symbol und Erkennungszeichen und ist in der Heraldik ein verbreitetes Wappentier. In China galt der Fisch aufgrund einer Lautgleichheit als Symbol für Reichtum.
Erste fischkundlich bedeutsame Abbildungen von Fischen enthält ein 1551 in Paris erschienenes Fischbuch von Pierre Belon. Als erstes in deutscher Sprache gedrucktes Werk mit naturgetreuen Darstellungen von Fischen gilt die von Alexander und Samuel Weißenhorn in Ingolstadt gedruckte Vischordnung von 1553 (mit auch in der, ebenfalls in der Druckerei Weißenhorn hergestellten, Bayerischen Landesordnung 1553 (Bairische Lanndtsordnung) verwendeten Holzschnitten, die möglicherweise auf den Münchner Hofmaler und Holzschnittzeichner Caspar Clofigl zurückgehen).

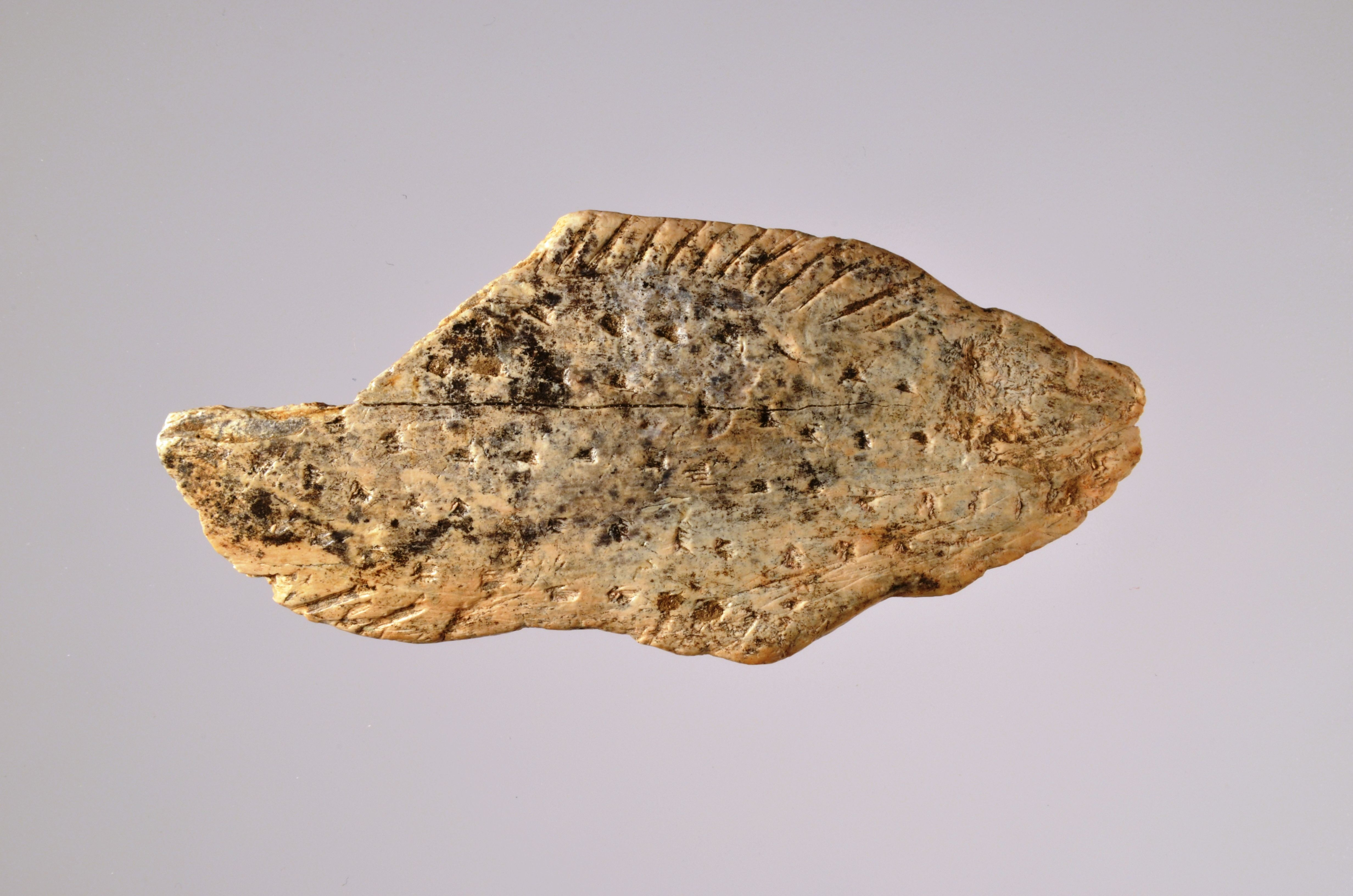
Fischskulptur aus der Vogelherdhöhle (40 000 Jahre BP, Aurignacien)

In der paläolithischen Kunst wurden – neben Mammuten, Wildpferden und Löwen – auch Fische dargestellt. Bei archäologischen Ausgrabungen im Abraum der Vogelherdhöhle (Schwäbische Alb) wurde 2008 eine fragmentierte Figur eines Fisches entdeckt. Die knapp fünf Zentimeter große Skulptur aus Mammutelfenbein stammt aus dem Aurignacien und ist Teil des UNESCO-Welterbes „Höhlen und Eiszeitkunst im Schwäbischen Jura“. Sie ist – wie 15 weitere Artefakte – im Museum Alte Kulturen im Schloss Hohentübingen ausgestellt.
Der seit 1.500 Jahren zu Zierzwecken gezüchtete Koi hat kulturelle Bedeutung als Glücksbringer, vor allem in der japanischen Gesellschaft. Wie der Koi zählt auch der vom Giebel abstammende und vor etwa eintausend Jahren im östlichen China durch züchterische Selektion entstandene Goldfisch zu den ältesten bekannten Haustieren, die ohne direkten wirtschaftlichen Nutzen als Haltungs- und Zuchtgrund gehalten werden. Auch er hat kulturelle Bedeutung als Glücks- und Fruchtbarkeitssymbol.

## Ichthyologische Fachliteratur
- Quentin Bone, Richard H. Moore: Biology of Fishes. 3. Auflage, Taylor & Francis, 2008, ISBN 978-0-415-37562-7.
- Thomas Braunbeck, David E. Hinton, Bruno Streit: Fish Ecotoxicology. Birkhäuser, Basel-Berlin-Boston 1998, ISBN 3-7643-5819-X.
- Kurt Fiedler: Lehrbuch der Speziellen Zoologie (2. Band, 2. Teil: Fische). Gustav Fischer Verlag., Jena 1991, ISBN 3-334-00339-6.
- Karl A. Frickhinger: Mergus Fossilien-Atlas Fische. Mergus Verlag, Melle 1991, ISBN 3-88244-018-X.
- Harald Gebhardt, Andreas Ness: Fische. Die heimischen Süßwasserfische sowie Arten der Nord- und Ostsee. 7. Aufl., BLV Verlag, München 2005, ISBN 3-405-15106-6.
- Manfred Klinkhardt: Fische. Anatomie, Physiologie, Lebensweise.  Schweizerbart, Stuttgart 2023, ISBN 978-3-510-65543-4.
- Wilfried Westheide, Reinhard Rieger: Spezielle Zoologie. Teil 2: Wirbel- oder Schädeltiere. Spektrum Akademischer Verlag, Heidelberg 2004, ISBN 3-8274-0900-4.

## Kulturgeschichtliche Literatur
- Ch. M. Danoff, J. Wiesner, J. E. Skydsgaard: Fische. In: Lexikon der Alten Welt. 1990, Band 1, Sp. 971–977.

## Dokumentation
- Mit allen Wassern gewaschen – Tricks und Finten der Fische. Regie: Sigurd Tesche, WDR, Deutschland, 43 Minuten, 2013
- Fische, schlauer als gedacht? Regie: Stéphane Jacques und Ariane Lamarsaude, ARTE F, Frankreich, 53 Minuten, 2022